# Ettingen
Ettingen est une commune suisse du canton de Bâle-Campagne, située dans le district d'Arlesheim.

Vue aérienne (1950)

## Personnalités liées à la commune
- Henri-Joseph Thüring de Ryss (1765-?), général de brigade de la Révolution française, librettiste et auteur dramatique français.